# Saint-Jodard
Saint-Jodard település Franciaországban, Loire megyében. Lakosainak száma 392 fő (2022. január 1.). Saint-Jodard Vendranges, Neulise, Pinay, Saint-Priest-la-Roche és Vézelin-sur-Loire községekkel határos.

## Népesség
A település népessége az elmúlt években az alábbi módon változott:
| Lakosok száma | 508  | 345  | 421  | 636  | 488  | 454  | 414  | 390  | 391  | 392  |
|               | 1968 | 1982 | 1990 | 2006 | 2013 | 2015 | 2017 | 2019 | 2020 | 2022 |